# Göstrings, Lysings, Dals och Aska härader domsaga
Aska och Göstrings häraders domsaga var en domsaga i Östergötlands län, bildad 1747 av Aska och Göstrings häraders domsaga och Dals och Lysings häraders domsaga. Domsagan delades 31 december 1762 i Aska och Göstrings häraders domsaga och Dals och Lysings häraders domsaga.
Domsagan omfattade Aska härad, Göstrings härad, Dals härad och Lysings härad och lydde under Göta hovrätt.

## Tingslag
- Aska tingslag
- Göstrings tingslag
- Dals tingslag
- Lysings tingslag

## Häradshövdingar
- 1747–1763 Israel Trolle